# Campeonato Mundial de Esgrima de 1970
O Campeonato Mundial de Esgrima de 1970 foi a 37ª edição do torneio organizado pela Federação Internacional de Esgrima (FIE). O evento foi realizado em Ankara, Turquia. 

## Resultados
Os resultados foram os seguintes. 
Masculino
| Evento             | Ouro | Prata | Bronze                                                                                             |
| Espada individual  | União Soviética · Aleksey Nikanchikov                                                                              | União Soviética · Sergey Paramonov                                                                       | Hungria · Csaba Fenyvesi                                                                           |
| Espada por equipe  | Hungria · Csaba Fenyvesi · Zoltán Nemere · Győző Kulcsár · Sándor Erdős · Pál Schmitt                              | Polónia · Bohdan Gonsior · Henryk Nielaba · Michał Butkiewicz · Kazimierz Barburski · Zbigniew Matwiejew | Suíça · Daniel Giger · Christian Kauter · Peter Lötscher · Alexandre Bretholz · Christian Stricker |
| Florete individual | Alemanha Ocidental · Friedrich Wessel                                                                              | União Soviética · Leonid Romanov                                                                         | Polónia · Marek Dąbrowski                                                                          |
| Florete por equipe | União Soviética · Viktor Putiatin · Alexandr Romankov · Anatoli Koteshev · Vasili Stankovich · Valeri Lukianchenko | Hungria · Sándor Szabó · Jenő Kamuti · László Kamuti · Béla Gyarmati · István Czakkel                    | Roménia · Mihai Țiu · Tănase Mureșanu · Iuliu Falb · Ștefan Ardeleanu · Ștefan Haukler             |
| Sabre individual   | Hungria · Tibor Pézsa                                                                                              | União Soviética · Mark Rakita                                                                            | União Soviética · Vladimir Nazlymov                                                                |
| Sabre por equipe   | União Soviética · Viktor Sidiak · Mark Rakita · Vladimir Nazlymov · Eduard Vinokurov · Serguei Prijodko            | Hungria · Tibor Pézsa · Tamás Kovács · Miklós Meszéna · Péter Marót · János Kalmár                       | Polónia · Jerzy Pawłowski · Józef Nowara · Zygmunt Kawecki · Krzysztof Grzegorek · Janusz Majewski |

Feminino
| Evento             | Ouro | ' Prata                                                                                | Bronze |
| Florete individual | União Soviética · Galina Gorokhova                                                                             | União Soviética · Elena Belova                                                         | Roménia · Olga Szabó-Orbán                                                                                 |
| Florete por equipe | União Soviética · Galina Gorojova · Elena Belova · Alexandra Zabelina · Svetlana Chirkova · Tatyana Samusenko< | Roménia · Olga Szabó-Orbán · Ecaterina Stahl · Ileana Drîmbă · Ana Pascu · Maria Vicol | França · Catherine Rousselet · Brigitte Gapais · Annick Level · Claudette Josland · Marie-Chantal Demaille |

## Quadro de medalhas
| Ordem | País               | Medalha de ouro | Medalha de prata | Medalha de bronze |    |
| ----- | ------------------ | --------------- | ---------------- | ----------------- | -- |
| 1     | União Soviética    | 5               | 4                | 1                 | 10 |
| 2     | Hungria            | 2               | 2                | 1                 | 4  |
| 3     | Alemanha Ocidental | 1               |                  |                   | 1  |
| 4     | Polónia            |                 | 1                | 2                 | 3  |
|       | Roménia            |                 | 1                | 2                 | 3  |
| 6     | França             |                 |                  | 1                 | 1  |
|       | Suíça              |                 |                  | 1                 | 1  |
| TOTAL | TOTAL              | 8               | 8                | 8                 | 24 |